# XI legislatura della Repubblica Italiana
L'XI Legislatura della Repubblica Italiana è stata in carica dal 23 aprile 1992 al 14 aprile 1994, per un totale di 722 giorni. È stata la legislatura più breve della storia della Repubblica Italiana nonché l'ultima della cosiddetta Prima Repubblica.
Il 25 maggio 1992, al 13º giorno di elezione, il Presidente della Camera Oscar Luigi Scalfaro è eletto Capo dello Stato con 672 voti su 1002.

## Cronologia
La maggioranza che si costituisce in Parlamento continua ad essere determinata dal cosiddetto Quadripartito fondato sull'asse DC - PSI, in alleanza con PSDI e PLI. Durante la legislatura si affronta una grave crisi finanziaria, si assiste allo sviluppo dello scandalo di Tangentopoli, all'attacco allo Stato italiano da parte di Cosa Nostra e si svolge il referendum sulla legge elettorale; questi fattori portano a un progressivo sfaldamento dei partiti tradizionali.

## Governi
- Governo Amato I
  - Dal 28 giugno 1992 al 28 aprile 1993
  - Presidente del Consiglio dei ministri: Giuliano Amato (PSI)
  - Composizione del governo: DC, PSI, PSDI, PLI
- Governo Ciampi
  - Dal 28 aprile 1993 al 10 maggio 1994
  - Presidente del Consiglio dei ministri: Carlo Azeglio Ciampi (Tecnico)
  - Composizione del governo: DC, PSI, PSDI, PLI, PRI, Indipendenti di "sinistra" (provenienti da PDS e FdV)

## Camera dei deputati

### Ufficio di Presidenza

#### Presidenti
- Oscar Luigi Scalfaro (DC) [fino al 25/05/1992] - L'elezione è avvenuta il 24 aprile 1992
- Giorgio Napolitano (PDS) - L'elezione è avvenuta il 3 giugno 1992.

#### Vice presidenti
- Alfredo Biondi (PLI)
- Mario D'Acquisto (DC) [fino al 17/06/1993]
- Tarcisio Gitti (DC-PPI) [dal 25/06/1992]
- Silvano Labriola (PSI)
- Clemente Mastella (CCD) [dal 01/07/1993]
- Stefano Rodotà (PDS) [fino al 04/06/1992]

#### Questori
- Francesco Colucci (PSI)
- Elena Montecchi (PDS)
- Renzo Patria (DC-PPI)

#### Segretari
- Renato Albertini (Rif. Com.)
- Elisabetta Bertotti (LN),
- Marco Boato (Verdi) [dal 06/05/1992]
- Emma Bonino (Fed. Eur.) [dal 06/05/1992]
- Antonio Bruno (PSDI) [dal 01/07/1993]
- Mario Dal Castello (DC-PPI)
- Paolo De Paoli  (PSDI) [dal 06/05/1992 al 06/05/1993]
- Mauro Dutto (PRI) [fino al 26/11/1992]
- Michl Ebner (Misto) [dal 06/05/1992]
- Alfredo Galasso (La Rete) [dal 06/05/1992]
- Gaetano Gorgoni (PRI) [dal 13/01/1993]
- Giulio Maceratini (MSI-DN)
- Raffaele Mastrantuono (PSI)
- Maria Luisa Sangiorgio (PDS)
- Giuliano Silvestri (DC-PPI)

### Capigruppo parlamentari
| Gruppo parlamentare | Gruppo parlamentare                               | Presidente | Seggi     |
| ------------------- | ------------------------------------------------- | --- | --------- |
|                     | Democratico Cristiano - Partito Popolare Italiano | Gerardo Bianco | 179 / 630 |
|                     | Partito Democratico della Sinistra                | Massimo D'Alema | 106 / 630 |
|                     | Partito Socialista Italiano                       | Salvo Andò [fino al 28/06/1992] Giusi La Ganga [dal 24/07/1992 al 24/06/1993] Nicola Capria [dal 24/06/1993]                                                                | 91 / 630  |
|                     | Lega Nord                                         | Marco Formentini [fino all'08/07/1993] Roberto Maroni [dall'08/07/1993] | 50 / 630  |
|                     | Movimento Sociale Italiano - Destra Nazionale     | Giuseppe Tatarella | 34 / 630  |
|                     | Rifondazione Comunista                            | Lucio Magri | 33 / 630  |
|                     | Repubblicano                                      | Antonio Del Pennino [fino al 13/01/1993] Giuseppe Galasso [dal 13/01/1993 al 23/09/1993] Alfredo Bianchini [dal 23/09/1993 al 26/01/1994] Luciana Sbarbati [dal 26/01/1994] | 26 / 630  |
|                     | Centro Cristiano Democratico                      | Francesco D'Onofrio | 24 / 630  |
|                     | Misto                                             | Luciano Caveri | 21 / 630  |
|                     | Partito Liberale Italiano                         | Paolo Battistuzzi [fino al 26/05/1993] Savino Melillo [dal 26/05/1993] | 17 / 630  |
|                     | Verdi                                             | Francesco Rutelli [fino al 22/07/1993] Gianni Mattioli [dal 23/07/1993] | 16 / 630  |
|                     | Partito Socialista Democratico Italiano           | Dino Madaudo [fino al 30/06/1992] Enrico Ferri [dal 16/07/1992] | 15 / 630  |
|                     | Movimento per la Democrazia: La Rete              | Diego Novelli | 12 / 630  |
|                     | Federalista Europeo                               | Marco Pannella | 6 / 630   |

#### Gruppi cessati di esistere nel corso della legislatura
| Gruppo parlamentare | Gruppo parlamentare   | Presidente      | Data di scioglimento |
| ------------------- | --------------------- | --------------- | -------------------- |
|                     | Comunista-PDS         | Massimo D'Alema | 12/05/1992           |
|                     | Democratico Cristiano | Gerardo Bianco  | 27/01/1994           |

### Commissioni parlamentari
| #    | Commissione                                                                               | Presidente                                 | Presidente                                           |
| ---- | ----------------------------------------------------------------------------------------- | ------------------------------------------ | ---------------------------------------------------- |
| I    | Affari costituzionali, della Presidenza del consiglio e interni della Camera dei deputati |                                            | Adriano Ciaffi (DC-PPI)                              |
| II   | Giustizia                                                                                 |                                            | Benedetto Vincenzo Nicotra (DC) [fino al 03/12/1992] |
| II   | Giustizia                                                                                 | Giuseppe Gargani (DC-PPI) [dal 13/01/1993] |                                                      |
| III  | Affari esteri e comunitari                                                                |                                            | Antonio Cariglia (PSDI)                              |
| IV   | Difesa                                                                                    |                                            | Gastone Savio (DC-PPI)                               |
| V    | Bilancio, tesoro e programmazione                                                         |                                            | Angelo Tiraboschi (PSI)                              |
| VI   | Finanze                                                                                   |                                            | Manfredo Manfredi (DC-PPI)                           |
| VII  | Cultura, scienza e istruzione                                                             |                                            | Aldo Aniasi (PSI)                                    |
| VIII | Ambiente, territorio e lavori pubblici                                                    |                                            | Giuseppe Cerutti (PSI)                               |
| IX   | Trasporti, poste e telecomunicazioni                                                      |                                            | Pasquale Lamorte (DC-PPI)                            |
| X    | Attività produttive, commercio e turismo                                                  |                                            | Agostino Marianetti (PSI)                            |
| XI   | Lavoro pubblico e privato                                                                 |                                            | Vincenzo Mancini (DC-PPI)                            |
| XII  | Affari sociali                                                                            |                                            | Lino Armellin (DC-PPI)                               |
| XIII | Agricoltura                                                                               |                                            | Francesco Bruni (DC-PPI)                             |

### Riepilogo della composizione
| Gruppo parlamentare alla Camera dei deputati | Gruppo parlamentare alla Camera dei deputati               | Inizio legislatura | 1992 | 1993 | Fine legislatura |
| -------------------------------------------- | ---------------------------------------------------------- | ------------------ | ---- | ---- | ---------------- |
|                                              | Democratico Cristiano - Partito Popolare Italiano (DC-PPI) | —                  | —    | —    | 179              |
|                                              | Partito Democratico della Sinistra (PDS)                   | —                  | 107  | 106  | 106              |
|                                              | Partito Socialista Italiano (PSI)                          | 92                 | 92   | 91   | 91               |
|                                              | Lega Nord (LN)                                             | 55                 | 55   | 54   | 50               |
|                                              | Movimento Sociale Italiano - Destra Nazionale (MSI-DN)     | 34                 | 34   | 34   | 34               |
|                                              | Rifondazione Comunista (Rif. Com.)                         | 35                 | 34   | 33   | 33               |
|                                              | Repubblicano (PRI)                                         | 27                 | 27   | 26   | 26               |
|                                              | Centro Cristiano Democratico (CCD)                         | —                  | —    | —    | 24               |
|                                              | Partito Liberale Italiano (PLI)                            | 17                 | 17   | 17   | 17               |
|                                              | Verdi                                                      | 16                 | 16   | 16   | 16               |
|                                              | Partito Socialista Democratico Italiano (PSDI)             | 16                 | 16   | 15   | 15               |
|                                              | Movimento per la Democrazia: La Rete (La Rete)             | 12                 | 12   | 12   | 12               |
|                                              | Federalista Europeo (Fed. Eur.)                            | 6                  | 6    | 6    | 6                |
|                                              | Democratico Cristiano (DC)                                 | 206                | 206  | 203  | —                |
|                                              | Comunista - PDS (Com.-PDS)                                 | 107                | —    | —    | —                |
|                                              | Gruppo misto                                               | 7                  | 8    | 17   | 21               |
| Totale                                       | Totale                                                     | 630                | 630  | 630  | 630              |

#### Modifiche nella composizione dei gruppi parlamentari
1. ↑  Centosettantanove deputati aderiscono al gruppo DC-PPI durante il 1994. Abbandonando il gruppo DC: Fabrizio Abbate, Michelangelo Agrusti, Vincenzo Alaimo, Gianfranco Aliverti, Giuseppe Aloise, Piero Angelini, Franco Antoci, Lino Armellin, Giuseppe Astone, Gianfranco Astori, Luciano Azzolini, Romano Baccarini, Enzo Balocchi, Luigi Baruffi, Stefano Berni, Danilo Bertoli, Gerardo Bianco, Mario Biasci, Adriano Biasutti, Giuseppe Bicocchi, Vincenzo Binetti, Tommaso Bisagno, Guido Bodrato, Giovanni Boi, Vito Bonsignore, Giancarlo Borra, Andrea Borri, Giuseppe Botta, Francesco Bruni, Paolo Caccia, Francesco Cafarelli, Antonio Cancian, Salvatore Cardinale, Rodolfo Carelli, Luca Carli, Clemente Carta, Cosimo Casilli, Carlo Casini, Pierluigi Castagnetti, Guido Castellotti, Tiberio Cecere, Adriano Ciaffi, Franco Ciliberti, Tancredi Cimmino, Paolo Cirino Pomicino, Sergio Coloni, Hubert Corsi, Silvia Costa, Vincenzino Culicchia, Cesare Cursi, Florindo D'Aimmo, Mario Dal Castello, Giampaolo D'Andrea, Ciriaco De Mita, Giuseppe Degennaro, Paolo Del Mese, Teresio Delfino, Franco Di Giuseppe, Fernando Di Laura Frattura, Giovanni Di Mauro, Lino Diana, Luciano Faraguti, Francesco Ferrari, Wilmo Ferrari, Publio Fiori, Arnaldo Forlani, Roberto Formigoni, Giuseppe Fortunato, Franco Foschi, Carlo Fracanzani, Mario Frasson, Lucia Fronza Crepaz, Domenico Galbiati, Giancarlo Galli, Mariapia Garavaglia, Giuseppe Gargani, Remo Gaspari, Luciano Gelpi, Tarcisio Gitti, Settimo Gottardo, Luigi Grillo, Ugo Grippo, Antonio Iodice, Girolamo La Penna, Pasquale Lamorte, Vito Lattanzio, Ferdinando Latteri, Pino Leccisi, Antonio Lia, Agazio Loiero, Antonino Lombardo, Pino Lucchesi, Renzo Lusetti, Raimondo Maira, Piergiovanni Malvestio, Vincenzo Mancini, Manfredo Manfredi, Calogero Mannino, Leone Manti, Salvatore Margiotta, Ferdinando Margutti, Franco Marini, Pietro Mastranzo, Antonio Matarrese, Sergio Mattarella, Giuseppe Matulli, Angelo Mazzola, Daniela Mazzuconi, Salvatore Meleleo, Paolo Mengoli, Elio Mensurati, Antonio Miceli, Filippo Micheli, Riccardo Misasi, Mariolina Moioli Viganò, Gianfranco Morgando, Gabriele Mori, Vito Napoli, Anna Nenna D'Antonio, Rino Nicolosi, Anna Maria Nucci Mauro, Giovanni Paciullo, Ettore Paganelli, Maurizio Paladini, Renzo Patria, Mario Perani, Vincenzo Perrone, Roberto Pinza, Matteo Piredda, Pino Pisicchio, Giovanni Polidoro, Giovanni Prandini, Carmelo Pujia, Bruno Randazzo, Marco Ravaglioli, Romeo Ricciuti, Vito Riggio, Luigi Rinaldi, Virginio Rognoni, Angelo Rojch, Giacomo Rosini, Alberto Rossi, Ivo Russo, Raffaele Russo, Nicola Sanese, Carlo Sangalli, Giuseppe Santonastaso, Giorgio Santuz, Angelo Sanza, Orazio Sapienza, Giuseppe Saretta, Riccardo Sartoris, Gastone Savio, Vittorio Sbardella, Guglielmo Scarlato, Antonio Scavone, Vincenzo Scotti, Pinuccio Serra, Giuliano Silvestri, Pietro Soddu, Vincenzo Sorice, Bruno Tabacci, Antonio Tancredi, Eugenio Tarabini, Mario Tassone, Giovanna Tealdi, Raffaele Tiscar, Giuseppe Torchio, Paolo Tuffi, Salvatore Urso, Gaetano Vairo, Salvatore Varriale, Michele Viscardi, Vincenzo Viti, Bruno Zambon, Amedeo Zampieri, Gabriella Zanferrari, Giovanni Zarro e Pietro Zoppi il 27 gennaio.
2. ↑  Centosette deputati aderiscono al gruppo PDS durante il 1992. Abbandonando il gruppo Com.-PDS: Ernesto Abaterusso, Giuseppe Alveti, Giordano Angelini, Gavino Angius, Augusto Barbera, Antonio Bargone, Franco Bassanini, Antonio Bassolino, Augusto Battaglia, Carole Beebe Tarantelli, Anna Maria Biricotti, Willer Bordon, Rocco Caccavari, Valerio Calzolaio, Maura Camoirano, Vassili Campatelli, Luigi Castagnola, Giovanni Cervetti, Fabrizio Cesetti, Massimo Chiaventi, Vincenzo Ciabarri, Graziano Cioni, Nicola Colaianni, Giovanni Correnti, Luciano Costantini, Simona dalla Chiesa, Giovanni Di Pietro, Elisabetta Di Prisco, Fabio Evangelisti, Lino Osvaldo Felissari, Anna Finocchiaro, Pietro Folena, Francesco Forleo, Angelo Fredda, Isaia Gasparotto, Giorgio Ghezzi, Vasco Giannotti, Ennio Grassi, Tano Grasso, Renato Grilli, Galileo Guidi, Berardino Impegno, Ferdinando Imposimato, Chiara Ingrao, Renzo Innocenti, Nilde Iotti, Eugenio Jannelli, Rocco Larizza, Angelo Lauricella, Mario Lettieri, Franco Longo, Maria Rita Lorenzetti, Claudia Mancina, Silvio Mantovani, Nadia Masini, Gianni Melilla, Luigi Mombelli, Paolo Monello, Elena Montecchi, Giorgio Napolitano, Carmine Nardone, Renato Nicolini, Achille Occhetto, Gerardo Mario Oliverio, Fabio Perinei, Edilio Petrocelli, Claudio Petruccioli, Antonio Pizzinato, Barbara Pollastrini, Antonio Prevosto, Aldo Rebecchi, Vincenzo Recchia, Alfredo Reichlin, Alfonsina Rinaldi, Stefano Rodotà, Gianni Wilmer Ronzani, Massimo Luigi Salvadori, Maria Luisa Sangiorgio, Anna Sanna, Maria Antonietta Sartori, Salvatore Senese, Anna Maria Serafini, Gianna Serra, Giancarlo Sitra, Bruno Solaroli, Giuseppe Soriero, Angelo Staniscia, Renato Strada, Flavio Tattarini, Chicco Testa, Aldo Tortorella, Quarto Trabacchini, Lalla Trupia, Lanfranco Turci, Livia Turco, Mauro Vannoni, Valter Veltroni, Adriana Vigneri, Luciano Violante, Davide Visani, Salvatore Vozza e Alfredo Zagatti il 12 maggio.
3. ↑  Un deputato abbandona il gruppo PDS durante il 1993. Aderisce al gruppo Misto: Willer Bordon il 28 aprile.

Un deputato del gruppo PDS cessa dal mandato parlamentare durante il 1993: Vincenzo Recchia il 14 settembre, lo stesso giorno è sostituito da Goffredo Bettini.
4. ↑  Un deputato del gruppo PDS cessa dal mandato parlamentare durante il 1994: Antonio Bassolino l'11 gennaio, lo stesso giorno è sostituito da Guido De Martino.
5. ↑  Due deputati del gruppo PSI decedono durante il 1992: Sergio Moroni il 2 settembre, il 9 settembre è sostituito da Guido Alberini; Vincenzo Balzamo il 2 novembre, il 4 novembre è sostituito da Stefano Bottini.
6. ↑  Due deputati abbandonano il gruppo PSI durante il 1993. Aderiscono al gruppo Fed. Eur.:Claudio Martelli il 27 aprile, Salvatore Stornello il 20 maggio.

Un deputato aderisce al gruppo PSI durante il 1993. Abbandonando il gruppo Fed. Eur.: Salvatore Stornello il 14 giugno.

Un deputato del gruppo PSI cessa dal mandato parlamentare durante il 1993: Antonio Ruberti il 12 gennaio, il 14 gennaio è sostituito da Antonio Quattrocchi.
7. ↑  Un deputato abbandona il gruppo LN durante il 1993. Aderisce al gruppo Misto: Claudio Pioli il 23 febbraio.

Un deputato del gruppo LN cessa dal mandato parlamentare durante il 1993: Marco Formentini il 14 settembre, lo stesso giorno è sostituito da Elisabetta Castellazzi.
8. ↑  Quattro deputati abbandonano il gruppo LN durante il 1994. Aderiscono al gruppo Misto: Claudio Frontini, Ada Grassi, Silvio Magistroni e Maria Cristina Rossi il 23 gennaio.
9. ↑  Un deputato abbandona il gruppo Rif. Com. durante il 1992. Aderisce al gruppo Misto: Giovanni Sarritzu l'11 dicembre.

Un deputato del gruppo Rif. Com. decede durante il 1992: Pancrazio De Pasquale il 26 settembre, il 29 settembre è sostituito da Luca Antonio Cangemi.

Due deputati del gruppo Rif. Com. cessano dal mandato parlamentare durante il 1992: Luciana Castellina il 6 maggio, il 12 maggio è sostituita da Orfeo Goracci; Eugenio Melandri il 29 luglio, il giorno successivo è sostituito da Mauro Guerra.
10. ↑  Una deputata abbandona il gruppo Rif. Com. durante il 1993. Aderisce al gruppo Misto: Tiziana Maiolo il 29 giugno.

Un deputato del gruppo Rif. Com. cessa dal mandato parlamentare durante il 1993: Paolo Volponi il 16 febbraio, il giorno seguente è sostituito da Gianfilippo Benedetti.
11. ↑  Un deputato del gruppo PRI decede durante il 1992: Mauro Dutto il 26 novembre, il 2 dicembre è sostituito da Ottavio Lavaggi.
12. ↑  Un deputato abbandona il gruppo PRI durante il 1993. Adersice al gruppo Misto: Salvatore Grillo il 23 settembre.

Un deputato del gruppo PRI cessa dal mandato parlamentare durante il 1993: Enzo Bianco il 14 settembre, lo stesso giorno è sostituito da Alfio Speranza.
13. ↑  Ventiquattro senatori aderiscono al gruppo CCD durante il 1994. Abbandonando il gruppo DC: Alberto Alessi, Giovanni Altiero, Pasqualino Biafora, Giuseppe Caroli, Pier Ferdinando Casini, Mario D'Acquisto, Salvatore D'Alia, Francesco D'Onofrio, Franco Fausti, Luigi Foti, Ombretta Fumagalli Carulli, Carlo Giovanardi, Giacomo Gualco, Francesco Paolo Iannuzzi, Angelo La Russa, Silvio Lega, Clemente Mastella, Carmine Mensorio, Giovanni Mongiello, Santino Pagano e Francesco Polizio il 19 gennaio, Calogero Corrao e Luigi Farace il 27 gennaio.
14. ↑  Due deputati del gruppo Verdi cessano dal mandato parlamentare durante il 1994: Chicco Crippa il 12 gennaio, lo stesso giorno è sostituito da Giancarlo Salvoldi; Francesco Rutelli il 14 gennaio, il 19 gennaio è sostituito da Franco Russo.
15. ↑  Un deputato abbandona il gruppo PSDI durante il 1993. Aderisce al gruppo Misto: Antonio Pappalardo il 30 settembre.
16. ↑  Due deputati del gruppo La Rete cessano dal mandato parlamentare durante il 1993: Carlo Palermo il 9 dicembre, lo stesso giorno è sostituito da Paolo Prodi; Leoluca Orlando il 14 dicembre, lo stesso giorno è sostituito da Antonino Borruso.
17. ↑  Due deputati aderiscono al gruppo Fed. Eur. durante il 1993. Abbandonando il gruppo PSI: Claudio Martelli il 27 aprile, Salvatore Stornello il 20 maggio.

Due deputati abbandonano il gruppo Fed. Eur. durante il 1993. Aderisce al gruppo PSI: Salvatore Stornello il 14 giugno. Aderisce al gruppo Misto: Pio Rapagnà il 30 novembre.
18. ↑  Quattro deputati del gruppo DC cessano dal mandato parlamentare durante il 1992: Oscar Luigi Scalfaro il 25 maggio, il 29 maggio è sostituito da Guido Bodrato; Giovanni Goria e Nino Cristofori il 29 luglio, il giorno seguente sono sostituiti rispettivamente da Ettore Paganelli e Paolo Mengoli; Emilio Colombo il 9 settembre, il 15 settembre è sostituito da Giampaolo D'Andrea.

L'elezione del deputato del gruppo DC Benedetto Nicotra è annullata il 3 dicembre 1992, lo stesso giorno è sostituito da Antonio Miceli.

Un deputato del gruppo DC decede durante il 1992: Maurizio Giraldi il 2 dicembre, il giorno seguente è sostituito da Filippo Micheli.
19. ↑  Tre deputati abbandonano il gruppo DC durante il 1993. Aderiscono al gruppo Misto: Alberto Michelini e Mariotto Segni il 22 aprile, Gianni Rivera il 27 aprile.

Un deputato del gruppo DC cessa dal mandato parlamentare durante il 1993: Alfredo Vito il 28 aprile, il giorno seguente è sostituito da Salvatore Margiotta.
20. ↑  Ventidue deputati abbandonano il gruppo DC durante il 1994. Aderiscono al gruppo CCD: Alberto Alessi, Giovanni Altiero, Pasqualino Biafora, Giuseppe Caroli, Pier Ferdinando Casini, Mario D'Acquisto, Salvatore D'Alia, Francesco D'Onofrio, Franco Fausti, Luigi Foti, Ombretta Fumagalli Carulli, Carlo Giovanardi, Giacomo Gualco, Francesco Paolo Iannuzzi, Angelo La Russa, Silvio Lega, Clemente Mastella, Carmine Mensorio, Giovanni Mongiello, Santino Pagano e Francesco Polizio il 19 gennaio.

Centottantuno deputati cessano di appartenere al gruppo DC in seguito al suo scioglimento il 27 gennaio 1994. Aderiscono al gruppo DC-PPI: Fabrizio Abbate, Michelangelo Agrusti, Vincenzo Alaimo, Gianfranco Aliverti, Giuseppe Aloise, Piero Angelini, Franco Antoci, Lino Armellin, Giuseppe Astone, Gianfranco Astori, Luciano Azzolini, Romano Baccarini, Enzo Balocchi, Luigi Baruffi, Stefano Berni, Danilo Bertoli, Gerardo Bianco, Mario Biasci, Adriano Biasutti, Giuseppe Bicocchi, Vincenzo Binetti, Tommaso Bisagno, Guido Bodrato, Giovanni Boi, Vito Bonsignore, Giancarlo Borra, Andrea Borri, Giuseppe Botta, Francesco Bruni, Paolo Caccia, Francesco Cafarelli, Antonio Cancian, Salvatore Cardinale, Rodolfo Carelli, Luca Carli, Clemente Carta, Cosimo Casilli, Carlo Casini, Pierluigi Castagnetti, Guido Castellotti, Tiberio Cecere, Adriano Ciaffi, Franco Ciliberti, Tancredi Cimmino, Paolo Cirino Pomicino, Sergio Coloni, Hubert Corsi, Silvia Costa, Vincenzino Culicchia, Cesare Cursi, Florindo D'Aimmo, Mario Dal Castello, Giampaolo D'Andrea, Ciriaco De Mita, Giuseppe Degennaro, Paolo Del Mese, Teresio Delfino, Franco Di Giuseppe, Fernando Di Laura Frattura, Giovanni Di Mauro, Lino Diana, Luciano Faraguti, Francesco Ferrari, Wilmo Ferrari, Publio Fiori, Arnaldo Forlani, Roberto Formigoni, Giuseppe Fortunato, Franco Foschi, Carlo Fracanzani, Mario Frasson, Lucia Fronza Crepaz, Domenico Galbiati, Giancarlo Galli, Mariapia Garavaglia, Giuseppe Gargani, Remo Gaspari, Luciano Gelpi, Tarcisio Gitti, Settimo Gottardo, Luigi Grillo, Ugo Grippo, Antonio Iodice, Girolamo La Penna, Pasquale Lamorte, Vito Lattanzio, Ferdinando Latteri, Pino Leccisi, Antonio Lia, Agazio Loiero, Antonino Lombardo, Pino Lucchesi, Renzo Lusetti, Raimondo Maira, Piergiovanni Malvestio, Vincenzo Mancini, Manfredo Manfredi, Calogero Mannino, Leone Manti, Salvatore Margiotta, Ferdinando Margutti, Franco Marini, Pietro Mastranzo, Antonio Matarrese, Sergio Mattarella, Giuseppe Matulli, Angelo Mazzola, Daniela Mazzuconi, Salvatore Meleleo, Paolo Mengoli, Elio Mensurati, Antonio Miceli, Filippo Micheli, Riccardo Misasi, Mariolina Moioli Viganò, Gianfranco Morgando, Gabriele Mori, Vito Napoli, Anna Nenna D'Antonio, Rino Nicolosi, Anna Maria Nucci Mauro, Giovanni Paciullo, Ettore Paganelli, Maurizio Paladini, Renzo Patria, Mario Perani, Vincenzo Perrone, Roberto Pinza, Matteo Piredda, Pino Pisicchio, Giovanni Polidoro, Giovanni Prandini, Carmelo Pujia, Bruno Randazzo, Marco Ravaglioli, Romeo Ricciuti, Vito Riggio, Luigi Rinaldi, Virginio Rognoni, Angelo Rojch, Giacomo Rosini, Alberto Rossi, Ivo Russo, Raffaele Russo, Nicola Sanese, Carlo Sangalli, Giuseppe Santonastaso, Giorgio Santuz, Angelo Sanza, Orazio Sapienza, Giuseppe Saretta, Riccardo Sartoris, Gastone Savio, Vittorio Sbardella, Guglielmo Scarlato, Antonio Scavone, Vincenzo Scotti, Pinuccio Serra, Giuliano Silvestri, Pietro Soddu, Vincenzo Sorice, Bruno Tabacci, Antonio Tancredi, Eugenio Tarabini, Mario Tassone, Giovanna Tealdi, Raffaele Tiscar, Giuseppe Torchio, Paolo Tuffi, Salvatore Urso, Gaetano Vairo, Salvatore Varriale, Michele Viscardi, Vincenzo Viti, Bruno Zambon, Amedeo Zampieri, Gabriella Zanferrari, Giovanni Zarro e Pietro Zoppi. Aderiscono al gruppo CCD: Calogero Corrao e Luigi Farace.
21. ↑  Centosette deputati cessano di appartenere al gruppo Com.-PDS in seguito al suo scioglimento il 12 maggio 1992. Aderiscono al gruppo PDS: Ernesto Abaterusso, Giuseppe Alveti, Giordano Angelini, Gavino Angius, Augusto Barbera, Antonio Bargone, Franco Bassanini, Antonio Bassolino, Augusto Battaglia, Carole Beebe Tarantelli, Anna Maria Biricotti, Willer Bordon, Rocco Caccavari, Valerio Calzolaio, Maura Camoirano, Vassili Campatelli, Luigi Castagnola, Giovanni Cervetti, Fabrizio Cesetti, Massimo Chiaventi, Vincenzo Ciabarri, Graziano Cioni, Nicola Colaianni, Giovanni Correnti, Luciano Costantini, Simona dalla Chiesa, Giovanni Di Pietro, Elisabetta Di Prisco, Fabio Evangelisti, Lino Osvaldo Felissari, Anna Finocchiaro, Pietro Folena, Francesco Forleo, Angelo Fredda, Isaia Gasparotto, Giorgio Ghezzi, Vasco Giannotti, Ennio Grassi, Tano Grasso, Renato Grilli, Galileo Guidi, Berardino Impegno, Ferdinando Imposimato, Chiara Ingrao, Renzo Innocenti, Nilde Iotti, Eugenio Jannelli, Rocco Larizza, Angelo Lauricella, Mario Lettieri, Franco Longo, Maria Rita Lorenzetti, Claudia Mancina, Silvio Mantovani, Nadia Masini, Gianni Melilla, Luigi Mombelli, Paolo Monello, Elena Montecchi, Giorgio Napolitano, Carmine Nardone, Renato Nicolini, Achille Occhetto, Gerardo Mario Oliverio, Fabio Perinei, Edilio Petrocelli, Claudio Petruccioli, Antonio Pizzinato, Barbara Pollastrini, Antonio Prevosto, Aldo Rebecchi, Vincenzo Recchia, Alfredo Reichlin, Alfonsina Rinaldi, Stefano Rodotà, Gianni Wilmer Ronzani, Massimo Luigi Salvadori, Maria Luisa Sangiorgio, Anna Sanna, Maria Antonietta Sartori, Salvatore Senese, Anna Maria Serafini, Gianna Serra, Giancarlo Sitra, Bruno Solaroli, Giuseppe Soriero, Angelo Staniscia, Renato Strada, Flavio Tattarini, Chicco Testa, Aldo Tortorella, Quarto Trabacchini, Lalla Trupia, Lanfranco Turci, Livia Turco, Mauro Vannoni, Valter Veltroni, Adriana Vigneri, Luciano Violante, Davide Visani, Salvatore Vozza e Alfredo Zagatti.
22. ↑  Un deputato aderisce al gruppo Misto durante il 1992. Abbandonando il gruppo Rif. Com.: Giovanni Sarritzu l'11 dicembre.
23. ↑  Nove deputati aderiscono al gruppo Misto durante il 1993. Abbandonando il gruppo DC: Alberto Michelini e Mariotto Segni il 22 aprile, Gianni Rivera il 27 aprile. Abbandonando il gruppo LN: Claudio Pioli il 23 febbraio. Abbandonando il gruppo PDS: Willer Bordon il 28 aprile. Abbandonando il gruppo Rif. Com.: Tiziana Maiolo il 29 giugno. Abbandonando il gruppo PRI: Salvatore Grillo il 23 settembre. Abbandonando il gruppo PSDI: Antonio Pappalardo il 30 settembre. Abbandonando il gruppo Fed. Eur.: Pio Rapagnà il 30 novembre.

#### Modifiche nella nomenclatura dei gruppi parlamentari
1. ↑  Il gruppo Democratico Cristiano - Partito Popolare Italiano (DC-PPI) si forma il 27 gennaio 1994 con centosettantanove deputati aderenti provenienti dal gruppo DC.
2. ↑  Il gruppo Partito Democratico della Sinistra (PDS) si forma il 21 maggio 1992 con centosette deputati aderenti provenienti dal gruppo Com.-PDS.
3. ↑  Il gruppo Centro Cristiano Democratico (CCD) si forma il 19 gennaio 1994 con ventidue deputati aderenti provenienti dal gruppo DC.
4. ↑  Il gruppo Democratico Cristiano (DC) cessa il 27 gennaio 1994.
5. ↑  Il gruppo Comunista - PDS (Com.-PDS) cessa il 12 maggio 1992.

## Senato della Repubblica

### Consiglio di Presidenza

#### Presidente
Giovanni Spadolini (Repubblicano) - L'elezione è avvenuta il 24 aprile 1992.

#### Vice presidenti
- Luciano Lama (PDS)
- Gino Scevarolli (PSI)
- Giorgio De Giuseppe (DC-PPI)
- Luigi Granelli (DC-PPI)

#### Questori
- Vittorio Marniga (PSI)
- Edda Fagni (Rif. Com.)
- Elio Fontana (DC-PPI)

#### Segretari
- Graziella Tossi (PDS),
- Maria Rosaria Manieri (PSI)
- Niccolò Grassi Bertazzi (DC-PPI)
- Cristoforo Filetti (MSI-DN)
- Angelo Donato (DC-PPI)
- Annamaria Procacci (Verdi - La Rete)
- Francesco Candioto (Liberale)
- Francesco Raffaele Piccolo (Rif. Com.)
- Cesare Amato Dujany (Misto-Vallée d'Aoste) [dall'11/03/1993]
- Marcello Staglieno (Lega Nord) [dall'11/03/1993]

### Capigruppo parlamentari
| Gruppo parlamentare | Gruppo parlamentare                              | Presidente | Seggi     |
| ------------------- | ------------------------------------------------ | --- | --------- |
|                     | Partito Popolare Italiano - Democrazia Cristiana | Nicola Mancino [fino al 28/06/1992] Antonio Gava [dall'08/07/1992 al 31/03/1993] Gabriele De Rosa [dal 01/04/1993]     | 112 / 325 |
|                     | Partito Democratico della Sinistra               | Giuseppe Chiarante | 66 / 325  |
|                     | Partito Socialista Italiano                      | Fabio Fabbri [fino al 28/06/1992] Gennaro Acquaviva [dal 22/07/1992 al 26/01/1994] Fabrizio Cicchitto [dal 26/01/1994] | 51 / 325  |
|                     | Lega Nord                                        | Francesco Speroni | 25 / 325  |
|                     | Misto                                            | Roland Riz | 23 / 325  |
|                     | Rifondazione Comunista                           | Lucio Libertini [fino al 07/08/1993] Ersilia Salvato [dal 09/09/1993]                                                  | 20 / 325  |
|                     | Movimento Sociale Italiano - Destra Nazionale    | Francesco Pontone | 16 / 325  |
|                     | Repubblicano                                     | Libero Gualtieri | 12 / 325  |
|                     | Verdi - La Rete                                  | Carla Rocchi | 7 / 325   |
|                     | Partito Liberale Italiano                        | Luigi Compagna | 5 / 325   |

### Commissioni parlamentari
| #    | Commissione | Presidente                                                      | Presidente                                 |
| ---- | --- | --------------------------------------------------------------- | ------------------------------------------ |
| I    | Affari costituzionali, affari della Presidenza del Consiglio e dell'Interno, ordinamento generale dello Stato e della Pubblica Amministrazione |                                                                 | Antonio Gava (DC) [fino al 07/09/1992]     |
| I    | Affari costituzionali, affari della Presidenza del Consiglio e dell'Interno, ordinamento generale dello Stato e della Pubblica Amministrazione | Antonio Maccanico (Repubblicano) [dal 30/09/1992 al 29/04/1993] |                                            |
| I    | Affari costituzionali, affari della Presidenza del Consiglio e dell'Interno, ordinamento generale dello Stato e della Pubblica Amministrazione | Lorenzo Acquarone (DC-PPI) [dal 19/05/1993]                     |                                            |
| II   | Giustizia |                                                                 | Roland Riz (Misto-SVP)                     |
| III  | Affari esteri, emigrazione |                                                                 | Amintore Fanfani (DC-PPI)                  |
| IV   | Difesa |                                                                 | Vincenza Bono (Misto-PSDI)                 |
| V    | Programmazione economica, bilancio |                                                                 | Lucio Abis (DC-PPI)                        |
| VI   | Finanze e tesoro |                                                                 | Franco Reviglio (PSI) [fino al 30/06/1992] |
| VI   | Finanze e tesoro | Francesco Forte (PSI) [dal 30/09/1992]                          |                                            |
| VII  | Istruzione pubblica, beni culturali, ricerca scientifica, spettacolo e sport                                                                   |                                                                 | Ortensio Zecchino (DC-PPI)                 |
| VIII | Lavori pubblici, comunicazioni |                                                                 | Luigi Franza (PSI)                         |
| IX   | Agricoltura e produzione agroalimentare |                                                                 | Paolo Micolini (DC) [fino al 14/12/1993]   |
| IX   | Agricoltura e produzione agroalimentare | Giovanni Battista Rabino (DC-PPI) [dal 14/12/1993]              |                                            |
| X    | Industria, commercio, turismo |                                                                 | Vincenzo De Cosmo (DC-PPI)                 |
| XI   | Lavoro, previdenza sociale |                                                                 | Gino Giugni (PSI) [fino al 03/05/1993]     |
| XI   | Lavoro, previdenza sociale | Luigi Covatta (PSI) [dal 20/05/1993]                            |                                            |
| XII  | Igiene e sanità |                                                                 | Elena Marinucci (PSI)                      |
| XIII | Territorio, ambiente, beni ambientali |                                                                 | Cesare Golfari (DC-PPI)                    |

### Riepilogo della composizione
| Gruppo parlamentare al Senato della Repubblica | Gruppo parlamentare al Senato della Repubblica            | Gruppo parlamentare al Senato della Repubblica            | Gruppo parlamentare al Senato della Repubblica            | Inizio legislatura | 1992 | 1993 | Fine legislatura |
| ---------------------------------------------- | --------------------------------------------------------- | --------------------------------------------------------- | --------------------------------------------------------- | ------------------ | ---- | ---- | ---------------- |
|                                                | Partito Popolare Italiano - Democrazia Cristiana (DC-PPI) | Partito Popolare Italiano - Democrazia Cristiana (DC-PPI) | Partito Popolare Italiano - Democrazia Cristiana (DC-PPI) | 112                | 112  | 112  | 112              |
|                                                | Partito Democratico della Sinistra (PDS)                  | Partito Democratico della Sinistra (PDS)                  | Partito Democratico della Sinistra (PDS)                  | 66                 | 66   | 66   | 66               |
|                                                | Partito Socialista Italiano (PSI)                         | Partito Socialista Italiano (PSI)                         | Partito Socialista Italiano (PSI)                         | 51                 | 51   | 50   | 50               |
|                                                | Lega Nord                                                 | Lega Nord                                                 | Lega Nord                                                 | 25                 | 25   | 25   | 25               |
|                                                | Rifondazione Comunista (Rif. Com.)                        | Rifondazione Comunista (Rif. Com.)                        | Rifondazione Comunista (Rif. Com.)                        | 20                 | 20   | 20   | 20               |
|                                                | Movimento Sociale Italiano - Destra Nazionale (MSI-DN)    | Movimento Sociale Italiano - Destra Nazionale (MSI-DN)    | Movimento Sociale Italiano - Destra Nazionale (MSI-DN)    | 16                 | 16   | 16   | 16               |
|                                                | Repubblicano                                              | Repubblicano                                              | Repubblicano                                              | 12                 | 12   | 12   | 12               |
|                                                | Verdi - La Rete                                           | Verdi - La Rete                                           | Verdi - La Rete                                           | —                  | 7    | 6    | 6                |
|                                                | Liberale                                                  | Liberale                                                  | Liberale                                                  | —                  | 5    | 5    | 5                |
|                                                | Gruppo misto                                              |                                                           | Non iscritti                                              | 3                  | 4    | 4    | 4                |
|                                                | Gruppo misto                                              | Partito Socialista Democratico Italiano (PSDI)            | 3                                                         | 3                  | 3    | 3    |                  |
|                                                | Gruppo misto                                              | Südtiroler Volkspartei (SVP)                              | 3                                                         | 3                  | 3    | 3    |                  |
|                                                | Gruppo misto                                              | La Rete                                                   | 3                                                         | —                  | 1    | 1    |                  |
|                                                | Gruppo misto                                              | Vallée d'Aoste                                            | 1                                                         | 1                  | 1    | 1    |                  |
|                                                | Gruppo misto                                              | Union Autonomista Ladina (Un. Auton. Ladina)              | —                                                         | —                  | —    | —    |                  |
|                                                | Gruppo misto                                              | Liberale                                                  | 5                                                         | —                  | —    | —    |                  |
|                                                | Gruppo misto                                              | Verdi                                                     | 4                                                         | —                  | —    | —    |                  |
|                                                | Gruppo misto                                              | Lega Regioni                                              | —                                                         | —                  | 1    | 1    |                  |
| Totale gruppo misto                            | Totale gruppo misto                                       | 23                                                        | 11                                                        | 13                 | 13   |      |                  |
| Totale                                         | Totale                                                    | Totale                                                    | Totale                                                    | 325                | 325  | 325  | 325              |

#### Modifiche nella composizione dei gruppi parlamentari
1. ↑  Sei senatori del gruppo DC cessano dal mandato parlamentare durante il 1992: Gianni Fontana, Sandro Fontana, Nicola Mancino, Francesco Merloni e Rosa Russo Iervolino il 29 luglio, sostituiti rispettivamente da Enzo Zotti, Paolo Polenta, Antonio Guerritore, Giovanni Venturi e Corradino Di Stefano il 5 agosto; Claudio Vitalone il 6 agosto, il giorno seguente è sostituito da Giorgio Moschetti.
2. ↑  L'elezione di un deputato del gruppo DC viene annullata durante il 1993: Alfredo Bargi il 24 novembre, il 2 dicembre è sostituito da Romano Forleo.
3. ↑  Un senatore del gruppo DC decede durante il 1994: Gian Carlo Ruffino il 6 gennaio, il 12 gennaio è sostituito da Carlo Costalli.
4. ↑  Due senatori del gruppo PDS decedono durante il 1993: Maurizio Bacchin il 10 marzo, il 18 marzo è sostituito da Paolo Peruzza; Gerardo Chiaromonte il 7 aprile, il 20 aprile è sostituito da Augusto Graziani.
5. ↑  Un senatore abbandona il gruppo PSI durante il 1993. Aderisce al gruppo Misto-Un. Auton. Ladina: Enzo Anesi il 27 maggio.
6. ↑  Un deputato del gruppo Lega Nord cessa dal mandato parlamentare durante il 1992: Luigi Moretti il 29 luglio, il 5 agosto è sostituito da Paolo Gibertoni.

Viene annullata l'elezione di un deputato del gruppo Lega Nord durante il 1992: Claudio Percivalle il 28 ottobre, il 10 novembre è sostituito da Luciano Lorenzi.
7. ↑  Un senatore del gruppo Rif. Com. decede durante il 1993: Lucio Libertini il 7 agosto, il 22 settembre è sostituito da Luciano Manzi.
8. ↑  Sette senatori aderiscono al gruppo Verdi - La Rete durante il 1992. Abbandonando il gruppo Misto-Verdi: Pina Maisano Grassi, Emilio Molinari, Annamaria Procacci e Carla Rocchi il 1º novembre. Abbandonando il gruppo Misto-La Rete: Girolamo Cannariato, Vito Ferrara e Carmine Mancuso il 1º novembre.
9. ↑  Un senatore abbandona il gruppo Verdi - La Rete durante il 1993. Aderisce al gruppo Misto-La Rete: Vito Ferrara il 12 ottobre.
10. ↑  Cinque deputati aderiscono al gruppo Liberale durante il 1992. Abbandonando il gruppo Misto-Liberale: Francesco Candioto, Luigi Compagna, Valentino Martelli, Giacomo Paire e Carlo Scognamiglio il 1º novembre.
11. ↑  Un senatore aderisce al gruppo Misto-NI durante il 1992. Nominato senatore a vita: Francesco Cossiga il 29 aprile.
12. ↑  Un senatore subentrante aderisce al gruppo Misto-NI durante il 1993: Pierre Carniti il 15 novembre sostituisce Ezio Anesi del gruppo Misto-Un. Auton. Ladina.

Un senatore abbandona il gruppo Misto-NI durante il 1993. Aderisce al gruppo Misto-Lega Regioni: Pierluigi Ronzani il 4 maggio.
13. ↑  Tre senatori abbandonano il gruppo Misto-La Rete durante il 1992. Aderiscono al gruppo Verdi - La Rete: Girolamo Cannariato, Vito Ferrara e Carmine Mancuso il 1º novembre.
14. ↑  Un senatore aderisce al gruppo Misto-La Rete durante il 1993. Abbandonando il gruppo Verdi - La Rete: Vito Ferrara il 12 ottobre.
15. ↑  Un senatore aderisce al gruppo Misto-Un. Auton. Ladina durante il 1993. Abbandonando il gruppo PSI: Enzo Anesi il 27 maggio.

Un senatore del gruppo Misto-Un. Auton. Ladina decede durante il 1993: Enzo Anesi il 9 novembre.
16. ↑  Cinque senatori abbandonano il gruppo Misto-Liberale durante il 1992. Aderiscono al gruppo Liberale: Francesco Candioto, Luigi Compagna, Valentino Martelli, Giacomo Paire e Carlo Scognamiglio il 1º novembre.
17. ↑  Quattro senatori abbandonano il gruppo Misto-Verdi durante il 1992. Aderiscono al gruppo Verdi - La Rete: Pina Maisano Grassi, Emilio Molinari, Annamaria Procacci e Carla Rocchi il 1º novembre.
18. ↑  Un senatore aderisce al gruppo Misto-Lega Regioni durante il 1993. Abbandonando il gruppo Misto-NI: Pierluigi Ronzani il 4 maggio.

#### Modifiche nella nomenclatura dei gruppi parlamentari
1. ↑  Il gruppo Democratico Cristiano (DC) cambia nome in Partito Popolare Italiano - Democrazia Cristiana (DC-PPI) il 26 gennaio 1994.
2. ↑  Il gruppo Verdi - La Rete si forma il 1º novembre 1992 con quattro senatori aderenti provenienti dal gruppo Misto-Verdi e tre senatori aderenti provenienti dal gruppo Misto-La Rete.
3. ↑  Il gruppo Liberale si forma il 1º novembre 1992 con cinque senatori aderenti provenienti dal gruppo Misto-Liberale.
4. ↑  La componente La Rete cessa il 1º novembre 1992.

La componente La Rete si riforma il 12 ottobre 1993 con un senatore aderente proveniente dal gruppo Verdi - La Rete.
5. ↑  La componente Union Autonomista Ladina (Un. Auton. Ladina) si forma il 27 maggio 1993 con un senatore aderente proveniente dal gruppo PSI.

La componente cessa il 9 novembre 1993.
6. ↑  La componente Liberale cessa il 1º novembre 1992.
7. ↑  La componente Verdi cessa il 1º novembre 1992.
8. ↑  La componente Lega Regioni si forma il 4 maggio 1993 con un senatore aderente proveniente dal gruppo Misto-NI.